# Nabil
Nabil (en arabe : نبيل) (féminin : Nabila) est un nom propre d'origine arabe qui signifie "noble".

## Étymologie
Le prénom Nabil est issu de la racine arabe n-b-l ن-ب-ل, signifiant habituellement « bien né », « noble » ou « de noble lignée ».
"Nubl" signifie « l'adresse, l'habilité » ou la « dextérité ». 
Sa forme féminine est Nabila.

## Personnalités
- Nabil Ajram, chanteur libanais (1985-)
- Nabil Ammar, diplomate et homme politique tunisien (1965- )
- Nabil Amr, homme politique palestinien (1947-)
- Nabil Andrieu, rappeur français, membre du groupe PNL (1989-)
- Nabil Antaki, avocat canadien (1941-)
- Nabil Ayouch, réalisateur franco-marocain (1969-)
- Nabil Baha, footballeur marocain (1981-)
- Nabil Bali, chanteur algérien (1985-)
- Nabil Barakati, syndicaliste tunisien (1961-1987)
- Nabil Ben Yadir, acteur belge (1979-)
- Nabil Berkak, footballeur franco-marocain (1984-)
- Nabil Boustani, homme politique libanais (1924-2009)
- Nabil Dirar, footballeur marocain (1986-)
- Nabil Dib, artiste algerien
- Nabil el-Arabi, homme politique égyptien (1935-)
- Nabil Elderkin (en)
- Nabil El Zhar, footballeur marocain (1986-)
- Nabil Fekir, footballeur français (1993-)
- Nabil Hajji, homme politique tunisien (1970- )
- Nabil Hamouda, footballeur algérien (1983-)
- Nabil Hemani, footballeur algérien (1979-2014)
- Nabil Kanso, peintre libanais (1946-)
- Nabil Karoui, homme politique tunisien (1963-)
- Nabil Kouki, footballeur tunisien (1970-)
- Nabil Luka Babawi, écrivain égyptien (1944-)
- Nabil Maâloul, footballeur tunisien (1958-)
- Nabil Massad, acteur franco-égyptien (1949-)
- Nabil Mazari, footballeur algérien (1985-)
- Nabil Medjahed, footballeur franco-algérien (1977-)
- Nabil Mesloub, footballeur marocain (1979-)
- Nabil Missaoui, footballeur tunisien (1979-)
- Nabil Naoum, écrivain égyptien (1944-)
- Nabil Nicolas, homme politique libanais (1950-)
- Nabil Sahraoui, terroriste algérien (1966-2004)
- Nabil Seidah, chanteur égyptien (1974-)
- Nabil Shaath, homme politique palestinien (1938-)
- Nabil Souari, basketteur marocain (1975-1999)
- Nabil Swelim, amiral égyptien
- Nabil Taïder, footballeur tunisien (1983-)
- Nabil Triki, homme politique tunisien
- Nabil Yalaoui, footballeur algérien (1987-)
- Nabil de Freige, homme politique libanais (1955-)
- Nabil el-Fayadh, écrivain syrien